# Litevské námořnictvo
Litevské námořnictvo (Karines Juru Pajegos) je jednou ze složek ozbrojených sil Litvy. Existovalo v letech 1935–1939 a dále po obnovení nezávislosti země od roku 1992. Tvoří jej více než 600 osob. Jádro námořnictva představují tři minolovky, čtyři hlídkové lodě a podpůrná loď. Mezi jeho hlavní úkoly patří ochrana výsostných vod a výlučné ekonomické zóny, mise SAR, likvidace min, nebo ochrana rybolovu a monitoring znečištění. Litevské námořnictvo je součástí sil NATO, kde se zaměřuje na protiminové operace. Přispívá do jednotky Standing NATO Mine Countermeasures Group 1. Dále se zapojuje do mezinárodních cvičení a do misí EU: operace Atalanta a operace Sophia.

## Historie

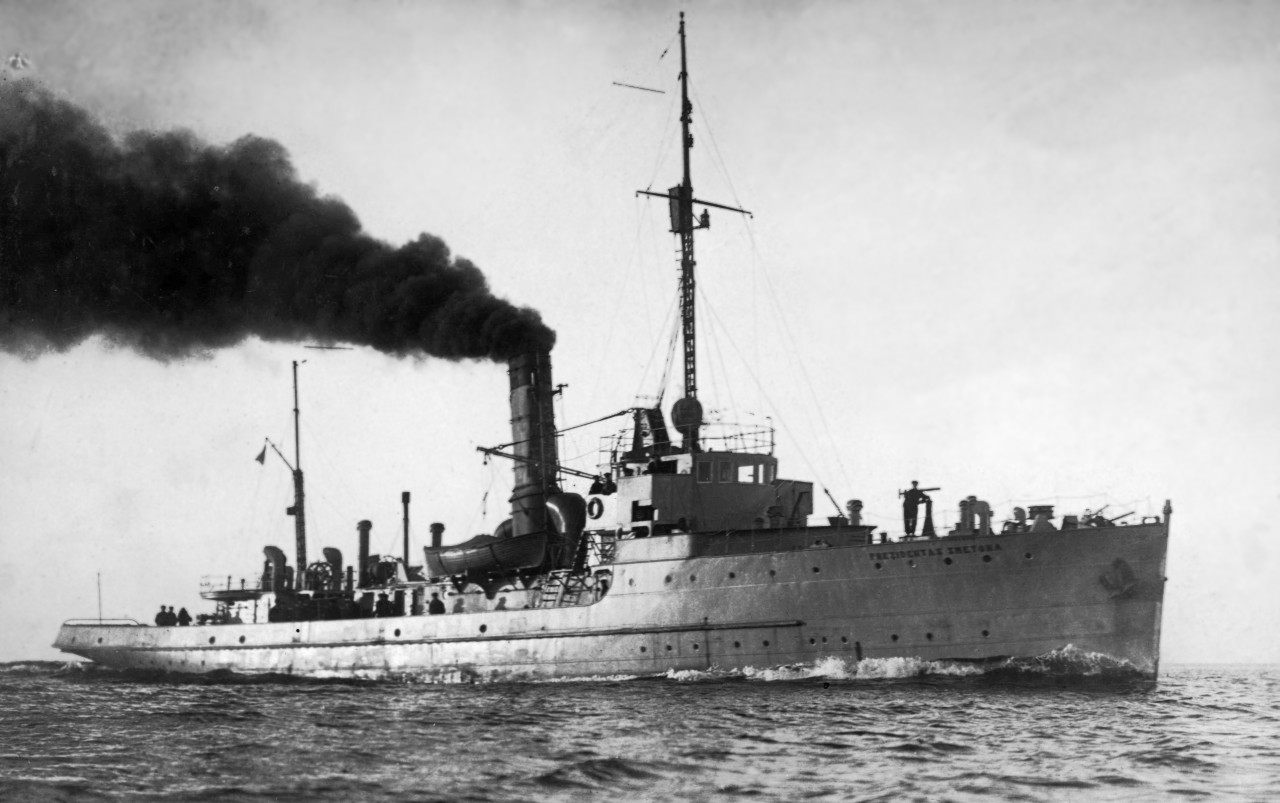
Hlídková loď Prezidentas Smetona

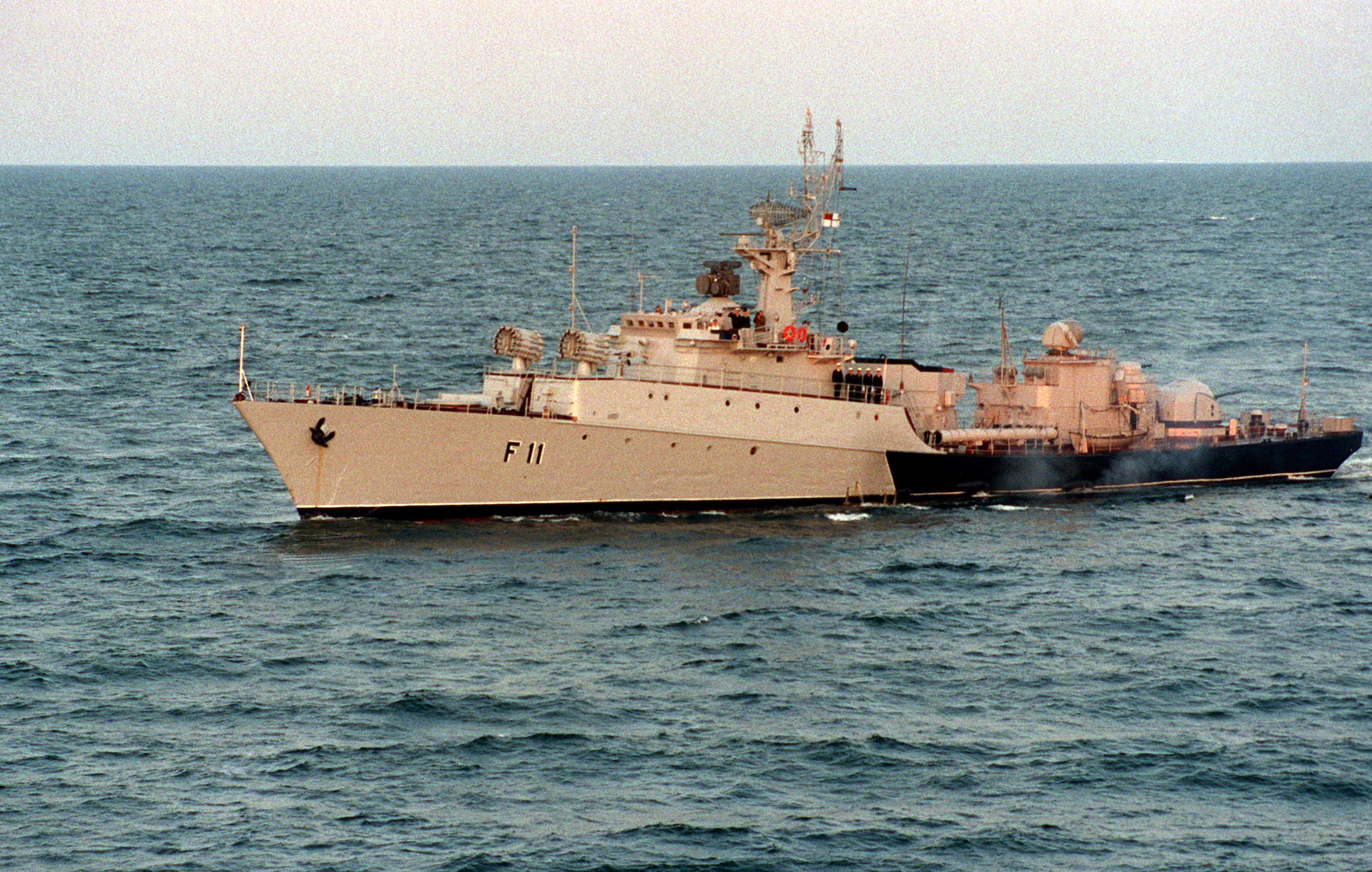
Litevská fregata Žemajtis v roce 1993

Litva získala nezávislost roku 1918, ustavení námořnictva však trvalo ještě řadu let. Roku 1923 Litva ovládla důležitý přístav Klaipėda a v červenci 1927 zakoupila bývalou německou prvoválečnou minolovku M59, zařazenou do služby jako hlídkovou loď Prezidentas Smetona. Doplnilo ji šest motorových člunů a ledoborec Perkunas. Datem oficiálního vzniku litevského námořnictva je 1. září 1935. Dne 22. března 1939 byla Klajpeda obsazena německou armádou a litevská plavidla musela uprchnout do přístavu Liepāja. Námořnictvo zaniklo kvůli okupaci země Sovětským svazem v červnu 1940. Hlídková loď Prezidentas Smetona byla přejmenována na Korall a nasazen ve druhé světové válce.
Svou nezávislost Litva obnovila roku 1990, přičemž námořnictvo bylo obnoveno 4. července 1992. Země začala budovat námořnictvo, které bylo nejsilnější mezi pobaltskými státy. Nejprve byly roku 1992 získány dvě sovětské protiponorkové fregaty projektu 1124M (Grisha III), pojmenované Žemajtis (F 11) a Aukštaitis (F 12). Fregaty se následně zapojily do cvičení US Baltops 93, což byl počátek zapojení námořnictva do mezinárodní spolupráce. Zakoupena byla také pomocná loď Vetra typu Valerian Uryvajev a také švédský hlídkový člun typu KBV-240. Všechny již byly vyřazeny.
V letech 1999–2000 byly získány minolovky Sūduvis (M 52) a Kuršis (M 51) německé třídy Lindau (typ 331B). V letech 2000–2001 byly získány tři norské hlídkové čluny třídy Storm, které již byly vyřazeny. V letech 2008–2009 byly zakoupeny dva hlídkové čluny třídy Flyvefisken, které v letech 2010 a 2016 doplnily další dvě jednotky. Roku 2006 námořnictvo zařadilo minonosku Jotvingis norské třídy Vidar. Je využívána jako velitelské a podpůrné plavidlo, přičemž nahradilo plavidlo Vetra. Roku 2013 stávající minolovky doplnila dvě novější plavidla britské třídy Hunt, pojmenovaná Skalvis a Kuršis. Roku 2020 země získala ještě HMS Quorn, třetí minolovku třídy Hunt.
Roku 2025 Litva u finské společnosti Marine Alutech objednala dva víceúčelové rychlé útočné čluny vyzbrojené 12,7mm kulometem M2 ve zbraňové stanici a řízenými střelami Spike NLOS s dosahem 32 km. Plavidla vycházejí z modelové řady Watercat M18. Akvizice probíhá ve spolupráci s Lotyšskem v rámci programu CFMAC (Common Future Multi-Purpose Attack Craft).

## Složení

### Minolovky

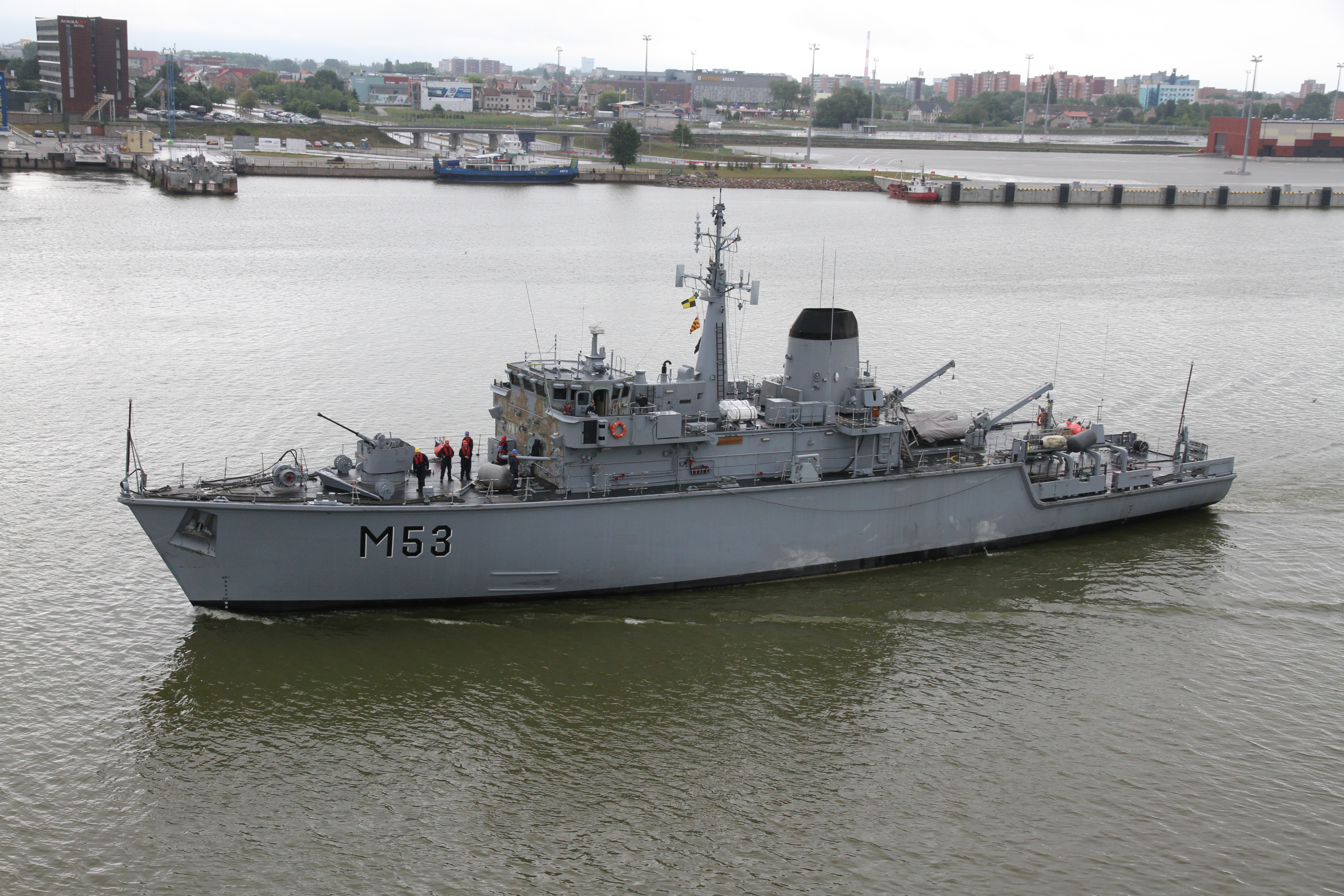
Skalvis (M 53)

- Třída Hunt[13]
  - Skalvis (M53)
  - Kuršis (M54)

- Třída Lindau (typ 331B)[13]
  - Sūduvis (M 52)

### Hlídkové lodě

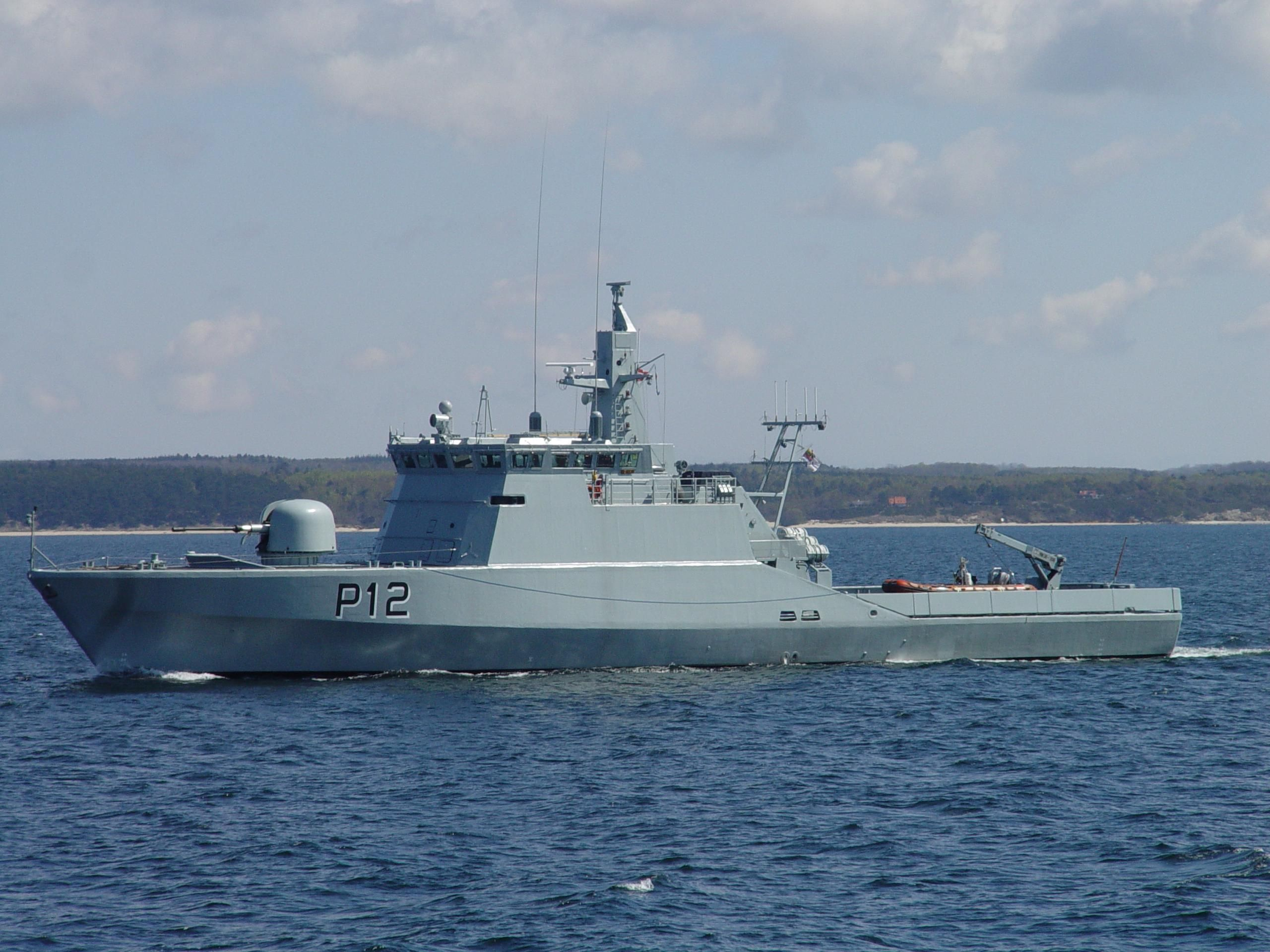
Djukas (P12)

- Třída Flyvefisken
  - Žemajtis (P11)
  - Dzukas (P12)
  - Aukštaitis (P14)
  - Sėlis (P15)

- Storebro SB90E
  - Žaibas (P351)

### Pomocné lodě

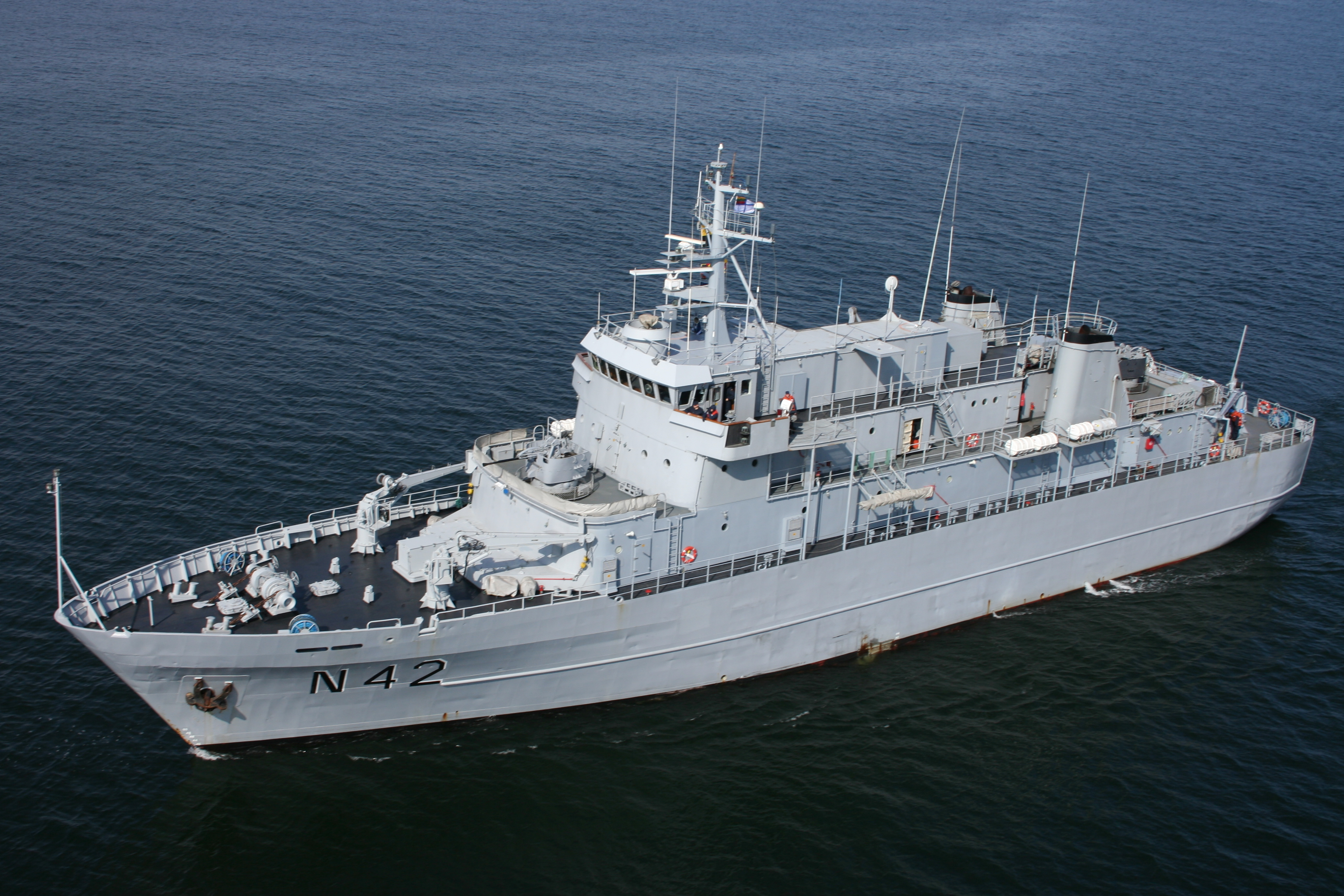
Jotvingis (N42)

- Třída Vidar – velitelská a podpůrná loď
  - Jotvingis (N42)[13]

- Šakiai – záchranná loď[5]

- Lokys (H24) – remorkér typu Damen ASD 3010[14]

## Plánované akvizice
- Víceúčelový rychlý útočný člun (2 ks)